# Wereldkampioenschappen openwaterzwemmen 2009 - 10 kilometer mannen
De 10 kilometer mannen op de Wereldkampioenschappen openwaterzwemmen 2009 vond plaats op 22 juli 2009 in Lido di Ostia, Italië. Titelverdediger was de Rus Vladimir Dyatchin.

## Uitslag
| Rang   | Naam                      | Nationaliteit       | Tijd      |
| ------ | ------------------------- | ------------------- | --------- |
| Goud   | Thomas Lurz               | Duitsland           | 1:52.06,9 |
| Zilver | Andrew Gemmell            | Verenigde Staten    | 1:52.08,3 |
| Brons  | Fran Crippen              | Verenigde Staten    | 1:52.10,7 |
| 4      | Valerio Cleri             | Italië              | 1:52.11,4 |
| 5      | Brian Ryckeman            | België              | 1:52.13,1 |
| 6      | Spyridon Gianniotis       | Griekenland         | 1:52.13,6 |
| 7      | Francisco José Hervas     | Spanje              | 1:52.14,7 |
| 8      | Trent Grimsey             | Australië           | 1:52.14,8 |
| 9      | Mazen Metwaly             | Egypte              | 1:52.14,9 |
| 10     | Evgeny Drattsev           | Rusland             | 1:52.15,0 |
| 11     | Luis Escobar              | Mexico              | 1:52.18,0 |
| 12     | Jakub Fichtl              | Tsjechië            | 1:52.24,0 |
| 13     | Csaba Gercsak             | Hongarije           | 1:52.28,0 |
| 14     | Arseniy Lavrentyev        | Portugal            | 1:52.28,2 |
| 15     | Diego Nogueira Monteiro   | Spanje              | 1:52.37,1 |
| 16     | Antonios Fokaidis         | Griekenland         | 1:52.41,3 |
| 17     | Daniel Fogg               | Verenigd Koninkrijk | 1:52.44,3 |
| 18     | Sergej Bolsjakov          | Rusland             | 1:52.44,5 |
| 19     | Ivan Lopez                | Mexico              | 1:52.45,9 |
| 20     | Julien Codevelle          | Frankrijk           | 1:52.47,2 |
| 21     | Rhys Mainstone            | Australië           | 1:52.50,2 |
| 22     | Allan do Carmo            | Brazilië            | 1:52.52,2 |
| 23     | Chad Ho                   | Zuid-Afrika         | 1:53.13,1 |
| 24     | Bertrand Venturi          | Frankrijk           | 1:53.14,5 |
| 25     | Adel El-Behary            | Egypte              | 1:53.52,1 |
| 26     | Simon Tobin-Daignault     | Canada              | 1:53.53,9 |
| 27     | Christian Reichert        | Duitsland           | 1:54.09,9 |
| 28     | Michael Dmitriev          | Israël              | 1:54.29,6 |
| 29     | Petar Stoychev            | Bulgarije           | 1:54.50,8 |
| 30     | Jan Posmourny             | Tsjechië            | 1:55.17,4 |
| 31     | Ventsislav Aydarski       | Bulgarije           | 1:55.53,5 |
| 32     | Simone Ercoli             | Italië              | 1:56.46,3 |
| 33     | Daniel Viegas             | Portugal            | 1:58.21,3 |
| 34     | Craig Hamilton            | Verenigd Koninkrijk | 1:58.55,7 |
| 35     | Kurt Niehaus              | Costa Rica          | 1:59.25,0 |
| 36     | Ivan Enderica             | Ecuador             | 1:59.29,4 |
| 37     | Philippe Dubreuil         | Canada              | 1:59.38,9 |
| 38     | Marcello Romanelli Soares | Brazilië            | 2:00.42,2 |
| 39     | Esteban Enderica          | Ecuador             | 2:01.48,8 |
| 40     | Josip Soldo               | Kroatië             | 2:08.07,2 |
| 41     | Tomislav Soldo            | Kroatië             | 2:12.19,8 |
| 42     | Juan Prem Biere           | Guatemala           | 2:20.48,2 |
| --     | Elgun Babayev             | Azerbeidzjan        | DNF       |
| --     | Roeslan Bolsjakov         | Azerbeidzjan        | DNF       |
| --     | Angel Moreira             | Venezuela           | DNF       |
| --     | Igor Chervynskiy          | Oekraïne            | DSQ       |
| --     | Igor Snitko               | Oekraïne            | DSQ       |
| --     | Yvan Hernandez            | Venezuela           | DSQ       |